# Eternals (pel·lícula)
Eternals és una pel·lícula estatunidenca de superherois dirigida per Chloé Zhao, que es va estrenar el 2021. Produïda per Marvel Studios i distribuïda per Walt Disney Studios Motion Pictures, es tracta de la vint-i-sisena pel·lícula del Marvel Cinematic Universe i la tercera de la fase 4. Presenta els personatges dels Eternals creats per Jack Kirby.
L'abril de 2018, el president de Marvel Studios Kevin Feige va anunciar que s'havia començat a desenvolupar una pel·lícula basada en Eternals, amb Ryan i Kaz Firpo contractats per escriure el guió al maig. Zhao havia de dirigir la pel·lícula a finals de setembre, i se li va donar una gran llibertat creativa amb la pel·lícula, la qual cosa va donar lloc a rodar a la pel·lícula a més localitats que les pel·lícules anteriors de MCU. Zhao va reescriure el guió, al qual es va informar que Patrick Burleigh també va contribuir. La fotografia principal va tenir lloc de juliol de 2019 al febrer de 2020, a Pinewood Studios, així com a Londres i Oxford, Anglaterra, i les Illes Canàries.
Eternals es va estrenar a Los Angeles el 18 d'octubre de 2021 i es va estrenar als Estats Units el 5 de novembre. La pel·lícula ha recaptat més de 401 milions de dòlars a tot el món, convertint-se en la desena pel·lícula més taquillera del 2021. Va rebre crítiques contradictòries de la crítica, que n'elogiaven els temes i els elements visuals, però en va criticar el guió, el ritme, el temps d'execució i el desenvolupament de personatges.

## Sinopsi
Els Eternals, una raça antiga nascuda de les manipulacions celestes de la humanitat, han viscut amagats entre els humans a la Terra durant diversos milers d’anys. Després dels esdeveniments de Avengers: Endgame, una tragèdia imprevista els obliga a sortir de l’ombra per unir-se una vegada més contra l'enemic més antic de la raça humana: els Deviants.

## Repartiment
- Richard Madden: Ikaris
- Kumail Nanjiani: Kingo
- Lauren Ridloff: Makkari
- Brian Tyree Henry: Phastos
- Salma Hayek: Ajak
- Lia McHugh: Sprite
- Don Lee : Gilgamesh
- Angelina Jolie: Thena
- Barry Keoghan : Druig
- Gemma Chan: Sersi
- Kit Harington: Dane Whitman
- Haaz Sleiman : el marit de Phastos
- Harry Styles: Starfox, germà de Thanos

## Producció
A l'abril de 2018, Kevin Feige va anunciar que havia començat a desenvolupar-se una pel·lícula basada en els Eternals, amb el focus en Ikaris i Sersi com a personatges centrals. Al maig de 2018, Matthew i Ryan Firpo van ser contractats per escriure el guió del projecte. A finals de setembre, Marvel va contractar a Chloé Zhao per dirigir la pel·lícula. El 6 d'abril de 2019, Angelina Jolie va ser confirmada per interpretar Sersi, però va fer el paper de Thena, i a partir del 8 d'abril de 2019, Kumail Nanjiani estava en converses per unir-se al repartiment. El 17 d'abril, també es va informar que l'actor coreà Ma Dong-seok també està a punt per unir-se al repartiment. El 7 de maig, es va informar que Richard Madden estava en converses per interpretar Ikaris en la pel·lícula. L'1 de juny, el 26 de juny i el 10 de juliol, es va informar que Keanu Reeves, Salma Hayek i Millie Bobby Brown estaven en converses per unir-se a la pel·lícula en papers no divulgats. Dels tres només Hayek acabaria formant part del repartiment, en el paper d'Ajak. El rodatge inicialment anava a iniciar-se a l'agost de 2019 a Atlanta, però després es va poposar al 9 de setembre de 2019 i va durar fins a gener de 2020; part del rodatge es va produir a Londres.

## Estrena
Programada originalment el 6 de novembre de 2020 als Estats Units, la pel·lícula va veure retrocedir la seva data d’estrena diverses vegades fins a la seva estrena el novembre de 2021.